# سونيا غراهام
سونيا غراهام (بالإنجليزية: Sonia Graham) هي ممثلة بريطانية، ولدت في 1930 في كرويدون في المملكة المتحدة، وتوفيت في 18 فبراير 2018 في واندزوورث في المملكة المتحدة بسبب مرض.

## وصلات خارجية
- سونيا غراهام على موقع IMDb (الإنجليزية)
- سونيا غراهام على موقع قاعدة بيانات الفيلم (الإنجليزية)